# Diocles de Corinto
Diocles de Corinto (en griego antiguo: Διοκλῆς ὁ Κορίνθιος) fue un atleta griego nacido en Corinto que ganó la carrera del estadio en la 13.ª Olimpiada, en el año 728 a. C. La carrera del estadio (unos 180 metros) era la única competición de las primeras 13 olimpiadas.
Se dice que Diocles era amante de Filolao, de la familia de los baquíadas, que fue elegido nomoteta (legislador) de Tebas. Diocles dejó Corinto y fue a Tebas a vivir con Filolao. Vivieron juntos el resto de su vida y fueron enterrados en dos tumbas, una junto a otra. Diocles se aseguró de que su tumba no viera el territorio de Corinto, con él, de espaldas a su odiada Corinto y Filolao, de cara a ella. Entre otras cosas, junto a la tumba de Diocles se celebraba un concurso de besos entre erómenos juzgados por sus erastés.